# Opel GT
Opel GT är en sportbil, tillverkad i två generationer av den tyska biltillverkaren Opel.

## Opel GT (1968-73)
Opel GT designades av Erhard Schnell som arbetat för Opel sedan 1952 och också haft ledande roll i skapandet av flera av Opels andra legendariska coupéer som Manta, conceptbilen GT 2 från 1975 och Opel Calibra. Karossen tillverkades av den franska karossfirman Brissoneaux & Lotz medan bilarna slutmonterades i Kadettfabriken Bochum. Sedan början har GT sagts efterlikna Corvette, i själva verket togs båda bilarna fram parallellt, båda hämtade inspiration från conceptbilarna Mako Shark från 1961 och Mako Shark II från 1965 men också likaledes conceptbilen Chevrolet Monza GT från 1962 som har varit den huvudsakliga och främsta inspirationskällan till båda bilarna. 
Opel GT såldes under sloganen ”nur Fliegen ist schöner”.

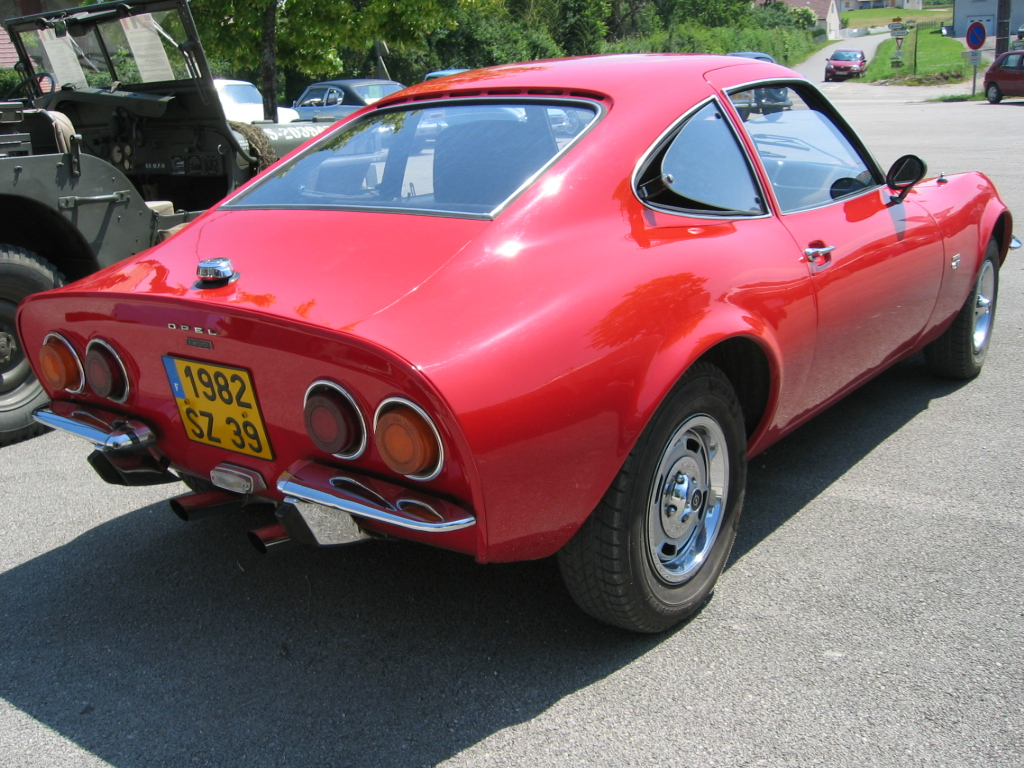
Opel GT.

Den lanserades med en 1.1l motor som man även kunde hitta i andra generationens Kadett. Men nästan alla valde varianten med större motor, samma 1,9 liters motor med 102 hk som satt i Kadett Rallye. På grund av nya avgasregler tvingades Opel, tre år senare, strypa effekten till 83 hk. Den lägre effekten medförde att modellen tappade i popularitet ända till slutet av den officiella produktionen 1973. Det fortsatte att komma ut GT:s även efter, men de hade Isuzu-motorer och räknas inte av kännare som ”äkta” GT.
Bilen har självbärande stålkaross och är en klassisk konstruktion med motorn fram och drivning bak. Motorn sitter långt bak för att förbättra viktfördelningen. Den har skivbromsar och dubbla triangelarmar fram, fjädringen sköts av en tvärgående bladfjäder. Precis som Corvette. Bakvagnen består av stel bakaxel med spiralfjädrar med trumbromsar. En egenhet är att strålkastarna fälls upp manuellt, via en spak i mittkonsolen. Bilen har ingen baklucka, bagaget stuvas helt enkelt in bakom framsätena ifrån kupén. Bakom bagageutrymmet döljer sig reservhjul och domkraft. 
GT:n delar komponenter med många andra samtida modeller, men företrädesvis andra generationens Opel Kadett.
Versioner:
| Modell | Årsmodell | Motor              | Cylindervolym | Effekt | Bränslesystem     |
| ------ | --------- | ------------------ | ------------- | ------ | ----------------- |
| 1100   | 1968-73   | 4-cyl radmotor ohv | 1078 cm³      | 60 hk  | Enkel förgasare   |
| 1900   | 1968-73   | 4-cyl radmotor CIH | 1897 cm³      | 90 hk  | Tvåportsförgasare |

## Opel GT (2006-2010)
En ny Opel GT visades upp som prototyp i Genève 2006 med en turbomatad 2.0 liters motor på 264 hästkrafter, det är en 2.0 version av den 2.2 liters Opelmotor av typen L850 i aluminium med kamaxelkjedja som först kom i Opel Astra coupe 2000 och GT:s föregångare Opel Speedster.
Utöver turbo har den även variabla kamaxlar och direktinsprutning.
0–100 km/h 5,7 sekunder. Den byggdes i amerikanska Wilmington i delstaten Delaware tillsammans med klonen Saturn Sky och syskonet Pontiac Solstice som har blivit en oerhörd försäljningsframgång i USA.
Denna nya GT utsågs till "Cabrio of the Year 2007". En oberoende internationell jury bestående av 21 motorjournalister och bilexperter valde Opel GT för den "utsökta formgivningen". 
Detta var tredje gången på sju år Opel fick utmärkelsen tidigare har den gått till Tigra TwinTop 2004 och Speedster 2000.
Produktionen avslutades 2009; endast två exemplar med årsmodell 2010 tillverkades.